# Otto Bredl
Otto Bredl (* 29. November 1928 in München; † Juli 1985 in Köln) war ein deutscher Jazz- und Unterhaltungsmusiker. Laut Jürgen Wölfer gilt er als „der brillanteste deutsche Posaunist der Nachkriegszeit.“
Bredl, der zunächst Fagott lernte, studierte an der Musikakademie München. Nach 1945 spielte er Posaune in den Clubs der US-Armee und gehörte bald zum Orchester von Joe Wick. Zwischen 1949 und 1956 gehörte er zum Orchester von Kurt Edelhagen, mit dem er für das Radio in Nürnberg und in Baden-Baden aktiv war. 1956 gehörte er auch zu den German All Stars. Dann wechselte er zum SWF-Tanzorchester, das 1957 unter Eddie Sauter gebildet wurde, in dem er bis 1958 blieb. Danach kehrte er wieder als Satzführer zu Edelhagen (nun in Köln) zurück. Nach dem Tod von Edelhagen arbeitete er als Studiomusiker bei James Last, Triumvirat und Herbert Grönemeyer (Zwo). Er ist auf Schallplatten nicht nur mit Edelhagen und Sauter zu hören, sondern auch mit Carl Drewo, Francis Coppieters, Peter Herbolzheimer, Caterina Valente, Jiggs Whigham, Ernst Mosch, Sarah Vaughan, der Kenny Clarke/Francy Boland Big Band und der WDR Big Band Köln.

## Lexikalischer Eintrag
- Jürgen Wölfer, Lexikon des Jazz Wien 1999 ISBN 3-85445-164-4 (2. Auflage)